# Rugby 7 en los Juegos Asiáticos 2006
El torneo de rugby en los Juegos Asiáticos de Doha 2006 se realizó del 10 al 11 de diciembre de 2006. 
Las competiciones se llevaron a cabo en el Estadio al-Arabi.

## Grupos
| Grupo A       | Grupo B   | Grupo C      |
| ------------- | --------- | ------------ |
| Hong Kong     | India     | China Taipéi |
| Corea del Sur | China     | Japón        |
| Tailandia     | Sri Lanka | Catar        |

## Resultados

### Grupo A
| Equipo        | J | G | E | P | T+ | T- | DT  | PTS |
| ------------- | - | - | - | - | -- | -- | --- | --- |
| Corea del Sur | 2 | 2 | 0 | 0 | 63 | 7  | +56 | 6   |
| Hong Kong     | 2 | 1 | 0 | 1 | 33 | 42 | -9  | 4   |
| Tailandia     | 2 | 0 | 0 | 2 | 21 | 68 | -47 | 2   |

### Grupo B
| Equipo    | J | G | E | P | T+ | T- | DT  | PTS |
| --------- | - | - | - | - | -- | -- | --- | --- |
| China     | 2 | 2 | 0 | 0 | 72 | 5  | +67 | 6   |
| Sri Lanka | 2 | 1 | 0 | 1 | 53 | 31 | +22 | 4   |
| India     | 2 | 0 | 0 | 2 | 0  | 89 | -89 | 2   |

### Grupo C
| Equipo       | J | G | E | P | T+ | T-  | DT   | PTS |
| ------------ | - | - | - | - | -- | --- | ---- | --- |
| Japón        | 2 | 2 | 0 | 0 | 82 | 7   | +75  | 6   |
| China Taipéi | 2 | 1 | 0 | 1 | 89 | 24  | +65  | 4   |
| Catar        | 2 | 0 | 0 | 2 | 0  | 140 | -140 | 2   |

### Semifinales
| Fecha | Hora  | Partido | Partido       | Resultado |
| ----- | ----- | ------- | ------------- | --------- |
| 11.12 | 17:30 | Japón   | China Taipéi  | 22-7      |
| 11.12 | 18:00 | China   | Corea del Sur | 5-19      |

### Tercer puesto
| Fecha | Hora  | Partido | Partido      | Resultado |
| ----- | ----- | ------- | ------------ | --------- |
| 11.12 | 20:00 | China   | China Taipéi | 19-12     |

### Final
| Fecha | Hora  | Partido       | Partido | Resultado |
| ----- | ----- | ------------- | ------- | --------- |
| 11.12 | 20:30 | Corea del Sur | Japón   | 26-27     |

### Medallero
|       |               |       |
| Japón | Corea del Sur | China |